# Fearless (studioalbum van Kane)
Fearless is het vijfde studioalbum van de Nederlands band Kane. Het album verscheen op 23 mei 2005.

## Achtergrond
Fearless kwam voor Kane uit na een moeilijke periode. Zanger Dinand Woesthoff had recentelijk zijn vrouw Guusje Nederhorst en een goede vriend verloren. In veel teksten wordt hiernaar verwezen en het nummer Dreamer (Gussie's song) is volledig opgedragen aan Nederhorst. Naast Woesthoff en zijn compagnon Dennis van Leeuwen speelt Martijn Bosma op de drums en producer Reyn Ouwehand op het keyboard en basgitaar.
Het album is geproduceerd door BMG.

## Tracklist
| Nr. | Titel                     | Opmerking | Duur |
| --- | ------------------------- | --------- | ---- |
| 1.  | Go                        |           | 2:10 |
| 2.  | Something to Say          |           | 3:29 |
| 3.  | Don't Let It Pass You By  |           | 3:57 |
| 4.  | Faith                     |           | 3:40 |
| 5.  | All I Can Do              |           | 3:02 |
| 6.  | Believe It                |           | 3:02 |
| 7.  | Solitary Madness          |           | 4:32 |
| 8.  | Senang                    |           | 1:33 |
| 9.  | Master of the Game        |           | 5:23 |
| 10. | Way Down Inside           |           | 3:01 |
| 11. | Fearless                  |           | 4:30 |
| 12. | Love for the Sake of Life |           | 4:24 |
| 13. | Dreamer (Gussie's song)   |           | 2:43 |

## Ontvangst
Het album What If stond 38 weken in de Album Top 100 waarin het op de eerste plaats wist te binnen te komen op 28 mei 2005. Door een hoog aantal verkochte exemplaren verkreeg het album de platinum status.